# Vaux-Champagne
Vaux-Champagne är en kommun i departementet Ardennes i regionen Grand Est (tidigare regionen Champagne-Ardenne) i nordöstra Frankrike. Kommunen ligger  i kantonen Attigny som ligger i arrondissementet Vouziers. År 2022 hade Vaux-Champagne 141 invånare.

## Befolkningsutveckling
Antalet invånare i kommunen Vaux-Champagne
Referens: INSEE